# Amazophrynella
Amazophrynella ist eine südamerikanische Gattung der Froschlurche aus der Familie der Kröten (Bufonidae). Sie wurde im Jahr 2012 aus der Gattung Dendrophryniscus ausgegliedert.

## Beschreibung
Die Kröten der Gattung Amazophrynella fallen vor allem durch ihre geringe Körpergröße auf. Männchen haben je nach Art eine Kopf-Rumpf-Länge von 12 bis zu rund 28 Millimetern, Weibchen von 16 bis zu rund 30 Millimetern. Ihr Körper ist – mit Ausnahme von trächtigen Weibchen – flach. Dieses Merkmal fällt besonders in der seitlichen Ansicht auf. Sie haben eine verlängerte, von der Seite her gesehen spitz zulaufende Schnauze. Von oben her gesehen erscheint sie leicht gerundet. Die Hinterbeine sind länger als der Körper, was die Gattung Amazophrynella von vielen anderen Froschgattungen unterscheidet. Ihre Haut ist körnig und je nach Art dichter oder weniger dicht gekörnt. Der Bauch ist bei den Arten A. bokermanni und A. manaos weiß, mit unregelmäßigen schwarzen Flecken, bei A. vote rotbraun mit weißen Punkten und bei A. minuta orange mit braunen Flecken. Das Tympanum ist nicht sichtbar.

## Verbreitung
Amazophrynella kommt im Amazonasbecken vor. Damit unterscheidet sich die Gattung auch in ihrer geographischen Verbreitung von der Gattung Dendrophryniscus, die in den atlantischen Regenwäldern im Süden und Südosten Brasiliens beheimatet ist. Das Verbreitungsgebiet von Amazophrynella erstreckt sich über die südamerikanischen Staaten Bolivien, Brasilien, Ecuador, Französisch-Guayana, Guyana, Kolumbien, Peru, Suriname und Venezuela.

## Lebensweise
Die Kröten der Gattung Amazophrynella leben im Flachland in der Nähe von Flüssen. Sie sind tagaktiv und ernähren sich hauptsächlich von Ameisen, Käfern, Milben und Springschwänzen. Die Fortpflanzung findet in der Regenzeit (November bis Mai) statt. Zur Eiablage suchen die Weibchen nicht die Flüsse, sondern sehr kleine, temporäre Gewässer auf. Das Gelege umfasst 70 bis 250 Eier und wird an Wurzeln, Baumstämmen oder Laub befestigt. Die Kaulquappen wandern in die flachen, vom Regenwasser gebildeten Tümpel bzw. Pfützen, die meist nicht größer als 20 bis 50 Quadratzentimeter sind. Sie erreichen im Laufe ihrer Entwicklung eine Länge von rund 18 Millimetern.

## Taxonomie und Systematik
Die Typusart der Gattung ist die von Melin 1941 als Atelopus minutus beschriebene Art Amazophrynella minuta. Diese wurde später in die Gattung Dendrophryniscus gestellt, jedoch im Jahr 2012 von Fouquet et al. zusammen mit der ebenfalls im Amazonasgebiet beheimateten Art Amazophrynella bokermanni (Izecksohn, 1994) ausgegliedert. Die neue Gattung bekam den Namen Amazonella. Die Erstbeschreiber hatten jedoch übersehen, dass unter demselben Gattungsnamen von Lundblad im Jahr 1931 bereits eine im Süßwasser vorkommende Milbengruppe beschrieben worden war. Die Krötengattung wurde daher noch im Jahr 2012 von derselben Forschergruppe, die die Erstbeschreibung verfasst hatte, auf Amazophrynella umbenannt. „Amazo-“ ist dabei ein Hinweis auf Amazonien, das Verbreitungsgebiet der Gattung. Phryne (von altgriechisch Φρύνος) bedeutet ‚Kröte‘. Das Suffix „-ella“, ist eine grammatikalische Verkleinerungsform, die auf die geringe Körpergröße der Amazophrynella-Arten Bezug nimmt.
Phylogenetische Untersuchungen haben jedoch gezeigt, dass sowohl der Name Amazophrynella bokermanni, als auch der Name Amazophrynella minuta für mehrere, morphologisch kaum unterscheidbare kryptische Arten stand. 2012 erfolgte die Erstbeschreibung von Amazophrynella vote und 2014 die von Amazophrynella manaos. Dabei handelt es sich um zwei nahe mit Amazophrynella bokermanni verwandte Arten. 2015 kamen mit Amazophrynella matses und Amazophrynella amazonicola zwei aus dem Amazophrynella-minuta-Artenkomplex isolierte Arten hinzu. 2016 wurde Amazophrynella javierbustamantei als Schwesterart von Amazophrynella matses beschrieben. Innerhalb dieses Artenkomplexes ist noch die Beschreibung einer weiteren Art zu erwarten.

## Arten
Bis Mitte 2016 waren sieben Arten der Gattung beschrieben, 2018 kamen vier neue hinzu, 2019 eine weitere. 2020 erhöhte sich die Gesamtzahl der Arten in dieser Gattung durch die Beschreibung einer neuen Art auf 13.
Stand: 23. September 2020
- Amazophrynella amazonicola Rojas, Carvalo, Ávila, Farias, Gordo & Hrbek, 2015[8]
- Amazophrynella bilinguis Kaefer, Rojas-Zamora, Ferrão, Farias & Lima, 2019[11]
- Amazophrynella bokermanni (Izecksohn, 1994)
- Amazophrynella gardai Mângia, Koroiva & Santana, 2020[12]
- Amazophrynella javierbustamantei Rojas-Zamora, Chaparro, Carvalho, Ávila, Farias, Hrbek & Gordo, 2016[9]
- Amazophrynella manaos Rojas, Carvalo, Gordo, Ávila, Farias & Hrbek, 2014[1]
- Amazophrynella matses Rojas, Carvalo, Ávila, Farias, Gordo & Hrbek, 2015[8]
- Amazophrynella minuta (Melin, 1941)[13]
- Amazophrynella moisesii Rojas, Fouquet, Ron, Hernández-Ruz, Melo-Sampaio, Chaparro, Vogt, Carvalho, Pinheiro, Ávila, Farias, Gordo & Hrbek, 2018[14]
- Amazophrynella siona Rojas, Fouquet, Ron, Hernández-Ruz, Melo-Sampaio, Chaparro, Vogt, Carvalho, Pinheiro, Ávila, Farias, Gordo & Hrbek, 2018[14]
- Amazophrynella teko Rojas, Fouquet, Ron, Hernández-Ruz, Melo-Sampaio, Chaparro, Vogt, Carvalho, Pinheiro, Ávila, Farias, Gordo & Hrbek, 2018[14]
- Amazophrynella vote Ávila, Gordo, Kawashita-Ribeiro & Morais, 2012[3]
- Amazophrynella xinguensisRojas, Fouquet, Ron, Hernández-Ruz, Melo-Sampaio, Chaparro, Vogt, Carvalho, Pinheiro, Ávila, Farias, Gordo & Hrbek, 2018[14]